# Willy Rieger
Willy Rieger (født 5. september 1904 i Wrocław, død 14. marts 1967 i Cuxhaven) var en cykelrytter fra Tyskland. Han kørte primært banecykling.
Willy Rieger var professionel fra 1926 til 1935. I disse år startede ved 40 seksdagesløb, og sluttede i top-3 20 gange. Sammen med den danske sprinter Willy Falck Hansen blev han i februar 1934 nummer to ved den første udgave af Københavns seksdagesløb. Rieger vandt samlet seks seksdagesløb, hvor af de tre kom på hjemmebane i Wrocław. I 1936 sluttede han sin cykelkarriere.